# Taylor Hackford
Taylor Edwin Hackford (Santa Barbara, 31 december 1944) is een Amerikaanse filmregisseur en -producent.

## Biografie
Taylor Hackford werd in 1944 geboren in Santa Barbara als de zoon van Joseph Hackford en Mary Taylor. In 1968 studeerde hij af aan de University of Southern California. Na zijn studie deed hij vrijwilligerswerk voor het Peace Corps in Bolivia.
In 1973 maakte hij met de tv-film Economic Love-In zijn debuut als regisseur. Vijf jaar later maakte hij de korte film Teenage Father. Het leverde hem meteen een Oscar op. Zijn eerste volwaardige film, The Idolmaker, volgde in 1980. De (film)musical leverde hoofdrolspeler Ray Sharkey een Golden Globe op. 
Zijn volgende project, het romantisch drama An Officer and a Gentleman (1982), groeide uit tot een kaskraker. De film met hoofdrolspelers Richard Gere en Debra Winger kostte 6 miljoen dollar en bracht meer dan 100 miljoen op. An Officer and a Gentleman werd bekroond met twee Oscars.
In 1997 regisseerde Hackford de mysterythriller The Devil's Advocate (1997) met hoofdrolspelers Al Pacino en Keanu Reeves. De film bracht meer dan 150 miljoen dollar op.
Enkele jaren later regisseerde hij met Ray (2004) een biografische film over de blinde muzieklegende Ray Charles. De film leverde hoofdrolspeler Jamie Foxx een Oscar op in de categorie voor beste acteur.
Van 2009 tot 2013 was Hackford voorzitter van de Directors Guild of America. Hij volgde Michael Apted op.

### Privéleven
Van 1970 tot 1975 was Hackford getrouwd met Georgie Lowres. In 1977 huwde hij met tv-producente Lynne Littman. Hun huwelijk duurde tien jaar. Hij trouwde in 1997 met actrice Helen Mirren. De twee leerden elkaar kennen tijdens de opnames van White Nights (1985).

## Prijzen en nominaties
| Prijs                            | Categorie                                  | Film                                       | Uitslag     |
| -------------------------------- | ------------------------------------------ | ------------------------------------------ | ----------- |
| Academy Award                    | Beste korte film (live-action)             | Teenage Father (1978)                      | Gewonnen    |
| Academy Award                    | Beste film                                 | Ray (2004)                                 | Genomineerd |
| Academy Award                    | Beste regisseur                            | Ray (2004)                                 | Genomineerd |
| Directors Guild of America Award | Beste regisseur                            | An Officer and a Gentleman (1982)          | Genomineerd |
| Directors Guild of America Award | Beste regisseur                            | Ray (2004)                                 | Genomineerd |
| Directors Guild of America Award | Robert B. Aldrich Achievement Award – 2007 | Robert B. Aldrich Achievement Award – 2007 | Gewonnen    |

## Filmografie
Als regisseur
- The Idolmaker (1980)
- An Officer and a Gentleman (1982)
- Against All Odds (1984)
- White Nights (1985)
- Everybody's All-American (1988)
- Blood In Blood Out (1993)
- Dolores Claiborne (1995)
- The Devil's Advocate (1997)
- Proof of Life (2000)
- Ray (2004)
- Love Ranch (2010)
- Parker (2013)
- The Comedian (2016)